# Административное деление Западной Сахары

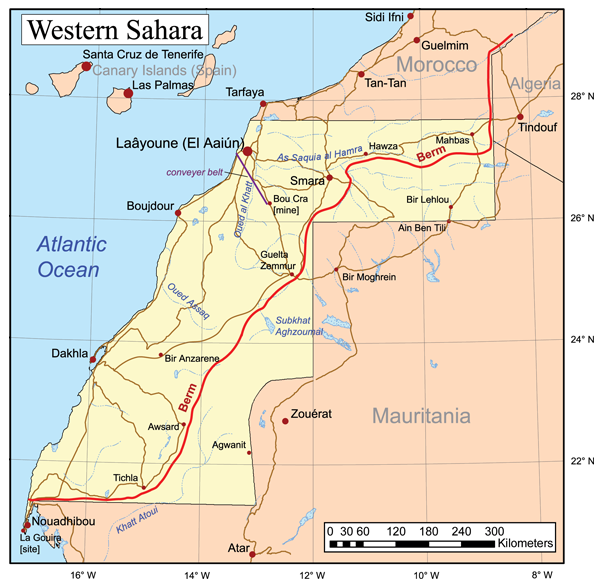
Красная линия — Марокканская стена

По состоянию на 2008 год большая часть Западной Сахары контролируется Марокко. Полисарио контролирует территории, лежащие к востоку от марокканской стены.
Марокканская территория разделена на три региона:
- Гулимим-Эс-Смара — частично включает территорию самого Марокко (Провинция Гулимим)
Провинция Эс-Смара
- Эль-Аюн — Буждур — Сегиет-эль-Хамра — частично включает территорию самого Марокко (Провинция Тарфая)
Провинция Буждур
Провинция Эль-Аюн
- Вади-эд-Дахаб-эль-Кувира
Префектура Аюссерд
Провинция Вади-эд-Дахаб